# Cornelius Gurlitt (muzikant)

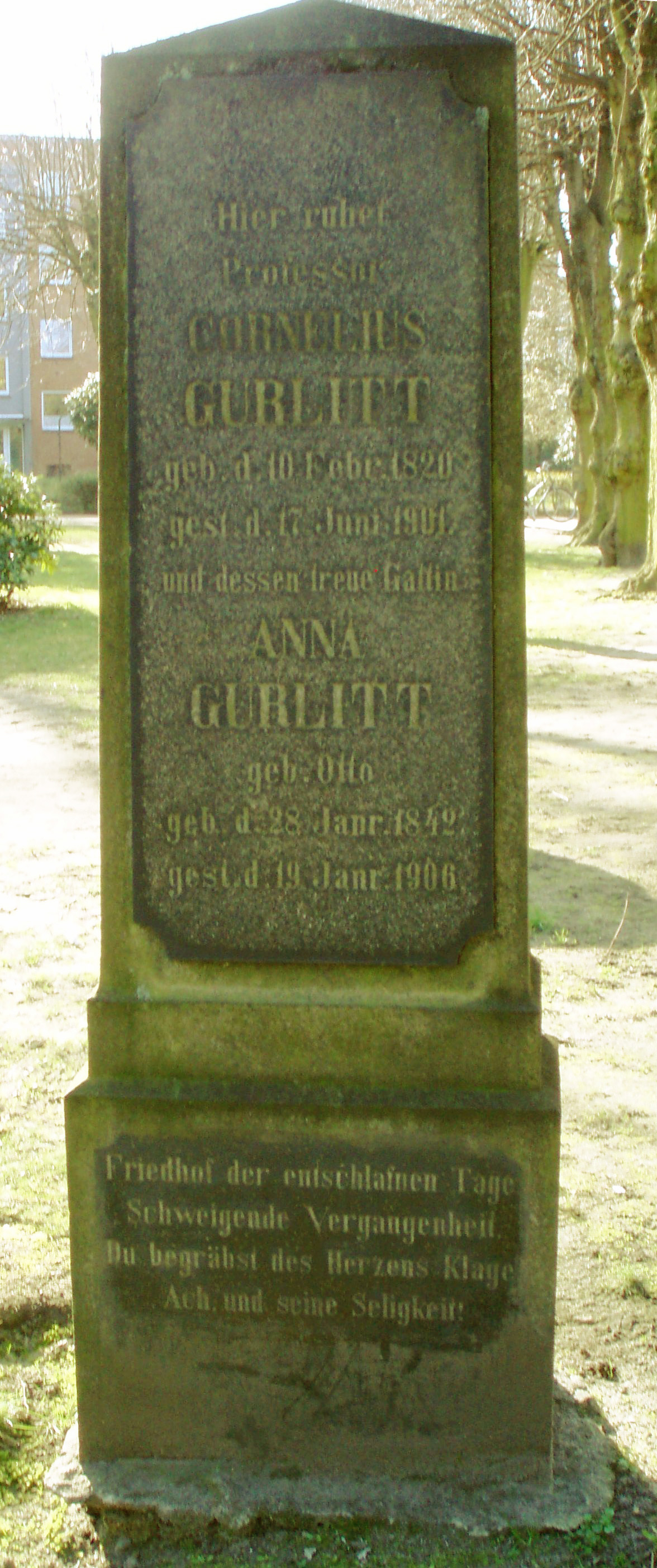
Grafsteen familie Gurlitt

Gustav Cornelius Gurlitt (Altona, 10 februari 1820 – aldaar, 17 juni 1901) was een Deens/Duits muziekpedagoog en componist.

## Familie Gurlitt
Hij huwde Anna Otto (28 januari 1842 – 19 januari 1906). Het echtpaar ligt begraven op het Friedhof Norderreihe (inmiddels gesloten) . In 1847 werd hij lid van de Vrijmetselaarsloge van Altona. Zijn broer is de kunstschilder Louis Gurlitt, diens zoon Fritz Gurlitt werd kunsthandelaar, diens kleinzonen waren de kunsthandelaren Cornelius Gurlitt en Wolfgang Gurlitt.

## Leven
Gurliit kreeg zijn eerste muziekonderwijs van de organist van Altona, Johan Friedrich Grönland (1777-1834). Daaropvolgend schoof hij aan in de klas van Johann Rudolf Reinecke, vader van de collega-componist Carl Reinecke. Al snel volgde zijn eerste publieke optreden op zeventienjarige leeftijd, om vervolgens door te studeren in Kopenhagen. Johan Ernst Hartmann (orgel), Bernhard Courlænder (piano) en Christoph Ernst Friedrich Weyse (compositieleer) waren zijn docenten. In Kopenhagen maakte hij kennis met Niels Gade, zij bleven hun leven lang vrienden.
Gurlitt vestigde zich als muziekdocent in 1841 in Hørsholm (Fredensborg (gemeente)), een dorpje in de buurt van Kopenhagen. Rond 1844 verscheen zijn eerste compositie, zijn opus 2 Sechs Lieder für Sangstimmen und Klavierbegleitung dateert uit dat jaar. In 1845 kreeg hij een staatstoelage. Hij maakte daar gebruik van door via Altona naar Leipzig te trekken en daar leiding te geven aan een concert van het Gewandhaus. Vervolgens trok hij naar Rome, alwaar zijn broer, de kunstschilder, Louis Gurlitt studeerde. Hij werd met open armen ontvangen in de stad en de pauselijke Accademia di Santa Cecilia benoemde hem tot erelid en in 1855 tot professor in muziek. Hij had kennelijk tijd genoeg, want Cornelius bekwaamde zich in Rome ook enigszins in de schilderkunst.
In 1848 was hij terug in Altona; hij ging aan het werk als docent van de drie dochters van Christian August, Hertog van Augustenburg. Tijdens de Eerste Duits-Deense Oorlog (1848-1851) omtrent wie de bezitter zou zijn/worden van Sleeswijk-Holstein werkte hij in het Deense leger als officier in het militaire orkest. Tien jaar later, in 1864 in de Tweede Duits-Deense Oorlog om hetzelfde gebied, was hij dirigent van eenzelfde orkest, maar dan aan de Duitse kant. In 1866 was hij terug in Altona om organist te worden van de Sint-Trinitatiskerk. Hij bekleedde verder nog functies op muziek gebied in die stad, werd in 1879 docent koorzang aan het Conservatorium van Hamburg en in 1887 erelid van de Hamburgse vereniging van musici.

## Werken
Gurlitt was als componist productief. Zijn werklijst bevat circa 240 werken, waaronder de opera Scheikh Hassan, de operette Die römische Mauer en een Kindersymfonie. Echter van zijn werk is in de 21e eeuw nauwelijks iets op compact disc terug te vinden.

## Wetenswaardigheden
Cornelius Gurlitt was familie van de gelijknamige kunstverzamelaar (1932–2014). In het appartement van deze persoon werden in 2012 vele kunstwerken aangetroffen, roofkunst van de nazi's.
- Bibsys: 8053805
- Biblioteca Nacional de España: XX944264
- Bibliothèque nationale de France: cb14840636k (data)
- Catàleg d'autoritats de noms i títols de Catalunya: 981058518571606706
- CiNii: DA09746501
- Gemeinsame Normdatei: 118962256
- International Standard Name Identifier: 0000 0001 0877 1270
- Library of Congress Control Number: n82110144
- Nationale Bibliotheek van Letland: 000175997
- MusicBrainz: 713ab71b-be88-4e3d-b52b-10c2b1643843
- Bibliotheek van het Japanse parlement: 001258565
- Nationale Bibliotheek van Tsjechië: ola2002108108
- Nationale bibliotheek van Australië: 49116501
- Nationale Bibliotheek van Israël: 987007271172205171
- Nederlandse Thesaurus van Auteursnamen: 07478921X
- Istituto Centrale per il Catalogo Unico: MUSV032675
- SNAC: w6cc1kf8
- Trove: 1488164
- Virtual International Authority File: 19947989
- WorldCat: E39PBJcgvjQpgKChXCgbcCq84q